# Reprezentacja Korei Południowej w rugby union mężczyzn
Reprezentacja Korei Południowej w rugby union mężczyzn – zespół rugby union, biorący udział w imieniu Korei Południowej w meczach i sportowych imprezach międzynarodowych, powoływany przez selekcjonera, w którym mogą występować wyłącznie zawodnicy posiadający obywatelstwo tego kraju, mieszkający w nim, bądź kwalifikujący się ze względu na pochodzenie rodziców lub dziadków. Za jego funkcjonowanie odpowiedzialny jest Koreański Związek Rugby, członek Asia Rugby oraz World Rugby.
Swój debiut na arenie międzynarodowej zaliczyła w przegranym meczu z Japonią 16 marca 1969 r. 
Wystąpiła w obu rozegranych turniejach rugby union na igrzyskach azjatyckich, zarówno w 1998, jak i w 2002 zdobywając złote medale. Od 2008 roku uczestniczy natomiast w Asian Five Nations.
Dotychczas reprezentacji Korei Południowej nie udało się zakwalifikować do finałowego turnieju o Puchar Świata. Cztery razy jednak znalazła się w meczu decydującym o awansie na tę imprezę – w azjatyckich kwalifikacjach do PŚ 1995 uległa Japonii, a trzykrotnie na ich drodze stanęła drużyna Tonga w barażach do PŚ 1999, PŚ 2003 i PŚ 2007.

## Turnieje

### Udział wAsian Five Nations/Asian Rugby Championship
| Rok  | Klasa rozgrywek | Wynik | Źródło |
| ---- | --------------- | ----- | ------ |
| 2008 | Top 5           | 2.    |        |
| 2009 | Top 5           | 3.    |        |
| 2010 | Top 5           | 5.    |        |
| 2011 | Dywizja I       | 1.    |        |
| 2012 | Top 5           | 2.    |        |
| 2013 | Top 5           | 2.    |        |
| 2014 | Top 5           | 3.    |        |
| 2015 | Top 3           | 3.    |        |

### Udział wPucharze Świata
| Rok  | Kwalifikacje            | Wynik |
| ---- | ----------------------- | ----- |
| 1987 | Nie brała udziału       | -     |
| 1991 | Nie zakwalifikowała się | -     |
| 1995 | Nie zakwalifikowała się | -     |
| 1999 | Nie zakwalifikowała się | -     |
| 2003 | Nie zakwalifikowała się | -     |
| 2007 | Nie zakwalifikowała się | -     |
| 2011 | Nie zakwalifikowała się | -     |
| 2015 | Nie zakwalifikowała się | -     |
| 2019 |                         |       |

### Udział wigrzyskach azjatyckich
| Rok  | Wynik |
| ---- | ----- |
| 1998 | 1.    |
| 2002 | 1.    |